# Pho Thisarath II.
Pho Thisarath II. (voller Thronname Somdet Brhat-Anya Chao Bandita Buddhasa Raja Sri Sadhana Kanayudha; * 1552 in Luang Phrabang; † 1627 ebenda) war zwischen 1623 und 1627 König des laotischen Reiches Lan Xang.

## Leben
Pho Thisarath wurde als Prinz (Chao) Ong-Lo geboren und war ältester Sohn von König Phra Nga Sen Sulintara Lusai. Er wurde unter anderem Gouverneur von Sikotabong, bevor er 1623 nach dem Tod des Upayuvaraja I. von den Adligen zum König gewählt wurde.
Er starb nach vier Jahren des Friedens. Nachfolger von Pho Thisarat II. wurde Mom Kaeo (reg. 1627–1633).